# Alonso Quichano
Alonso Quijano, francisé Alonso Quichano, est le véritable nom de l'hidalgo Don Quichotte, personnage de fiction espagnol du roman Don Quichotte.

## D'Alonso Quichano à Don Quichotte
Alonso Quijano est le véritable nom (en espagnol) du protagoniste de Don Quichotte. Mais dès le premier chapitre il souhaite se donner un autre nom :

« Ayant donné à son cheval un nom si à sa fantaisie, il voulut s’en donner un à lui-même, et cette pensée lui prit huit autres jours, au bout desquels il décida de s’appeler Don Quichotte. C’est de là, comme on l’a dit, que les auteurs de cette véridique histoire prirent occasion d’affirmer qu’il devait se nommer Quixada, et non Quesada, comme d’autres ont voulu le faire croire. Se rappelant alors que le valeureux Amadis ne s’était pas contenté de s’appeler Amadis tout court, mais qu’il avait ajouté à son nom celui de sa patrie, pour la rendre fameuse, et s’était appelé Amadis de Gaule, il voulut aussi, en bon chevalier, ajouter au sien le nom de la sienne, et s’appeler Don Quichotte de la Manche ; s’imaginant qu’il désignait clairement par là sa race et sa patrie, et qu’il honorait celle-ci en prenant d’elle son surnom. »

— Don Quichotte, chapitre I

## Origine du nom
Selon l'historien Francisco Javier Escudero et l'archéologue Isabel Sánchez Duque, l'histoire de Don Quichotte est basée sur des faits réels.
En effet, après d'autres trouvailles géographiques concernant certains épisodes du roman, ils ont découvert que des contemporains de Cervantes lui auraient inspiré certains éléments importants ainsi que le nom du protagoniste principal.
Pedro de Villaseñor, qui était ami de Cervantes, et Francisco de Acuña, un autre hidalgo de Castille-La Manche, auraient, selon les documents trouvés par les chercheurs, essayé de s'entretuer avec des lances sur le chemin d'El Toboso à Miguel Esteban en 1581. Ils étaient déguisés en chevaliers médiévaux avec tous les accessoires.
Villaseñor ayant été ami de Cervantes, il est fort probable que ces faits aient été connus de l'écrivain qui aurait parodié dans le roman cette histoire.
Par ailleurs, un autre Villaseñor, Diego, avait déjà été agressé par Rodrigo Quijada, qui essaya de l'assassiner en 1573. Rodrigo Quijada était un conseiller municipal très mal vu par ses contemporains, selon des documents trouvés par les chercheurs.
Il est fort possible qu'Alonso Quijano et Quijote - qui est un diminutif péjoratif - soient des noms dérivé du nom de cette personne. Selon les chercheurs, Cervantes se serait lancé dans l'écriture du roman pour ridiculiser les ennemis de ses amis les Villaseñor. Il est à noter que toutes ces personnes coïncident avec l'environnement géographique dans lequel se mouvait Cervantes.
Avant ces découvertes, la seule théorie quant à l'origine du nom du héros de Don Quichotte était qu'Alonso Quijano se basait sur un moine augustin d'Esquivias du nom d'Alonso Quijano Salazar.

## Description
« L’âge de notre hidalgo frisait la cinquantaine ; il était de complexion robuste, maigre de corps, sec de visage »

— Don Quichotte, chapitre I

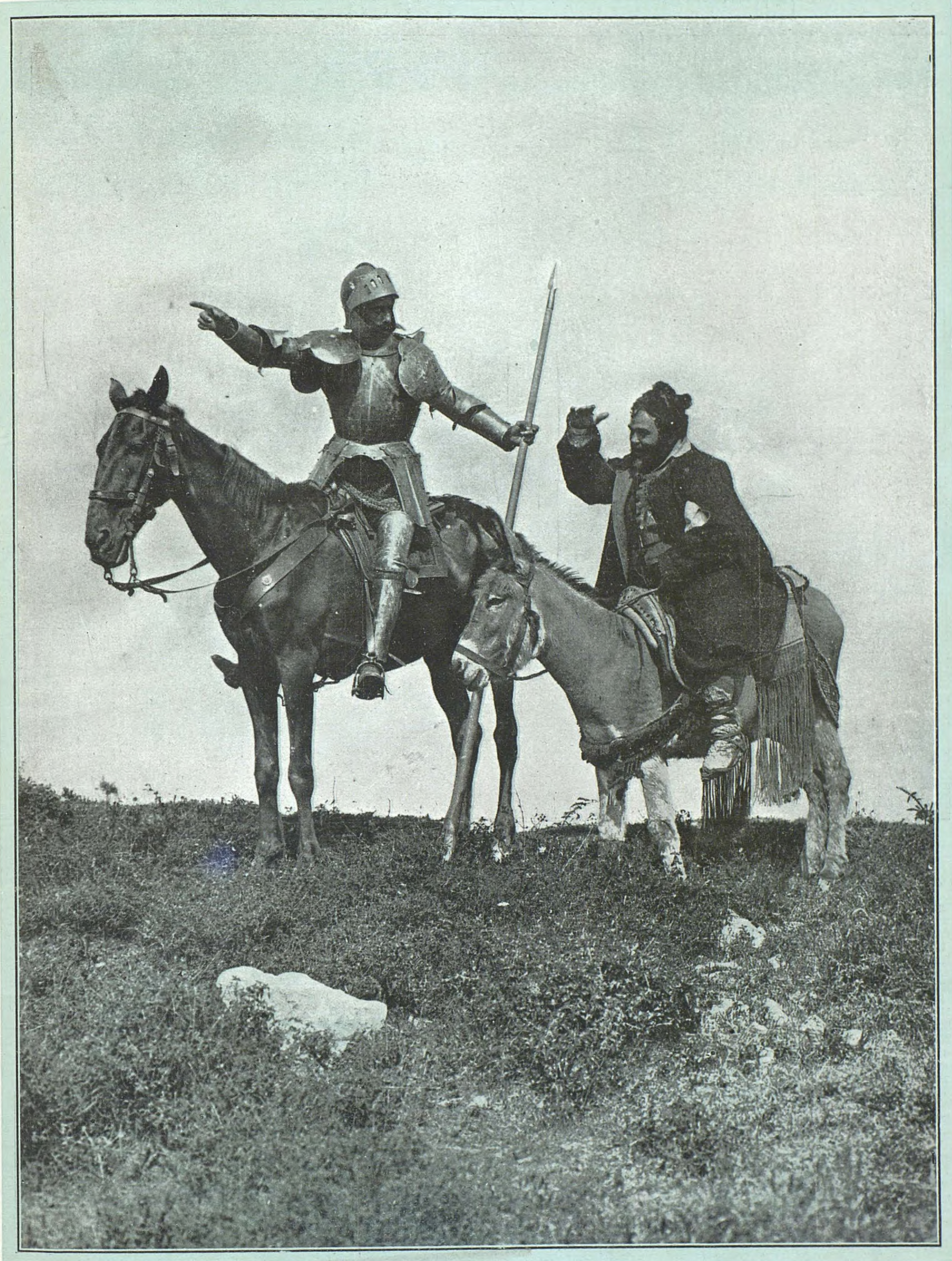
Aquel caballero que allí ves, composition photographique de Luis de Ocharan représentant Alonso Quijano et Sancho Panza.

Dans le chapitre XIV de la deuxième partie, le bachelier Samson Carrasco le décrit comme « un homme haut de taille, sec de visage, long de membres, ayant le teint jaune, les cheveux grisonnants, le nez aquilin et un peu courbe, les moustaches grandes, noires et tombantes. Il fait la guerre sous le nom de chevalier de la Triste-Figure, et mène pour écuyer un paysan qui s’appelle Sancho Panza. Il presse les flancs et dirige le frein d’un fameux coursier nommé Rossinante, et finalement il a pour dame de sa volonté une certaine Dulcinée du Toboso, appelée dans le temps Aldonza Lorenzo. »
C'est Sancho Panza qui lui avait donné le surnom de « Chevalier de la Triste-Figure » après l'avoir « un moment considéré à la lueur de cette torche que porte ce pauvre boiteux, et véritablement votre grâce a bien la plus mauvaise mine que j’aie vue depuis longues années ; ce qui doit venir, sans doute, ou des fatigues de ce combat, ou de la perte de vos dents. »

## Surnoms

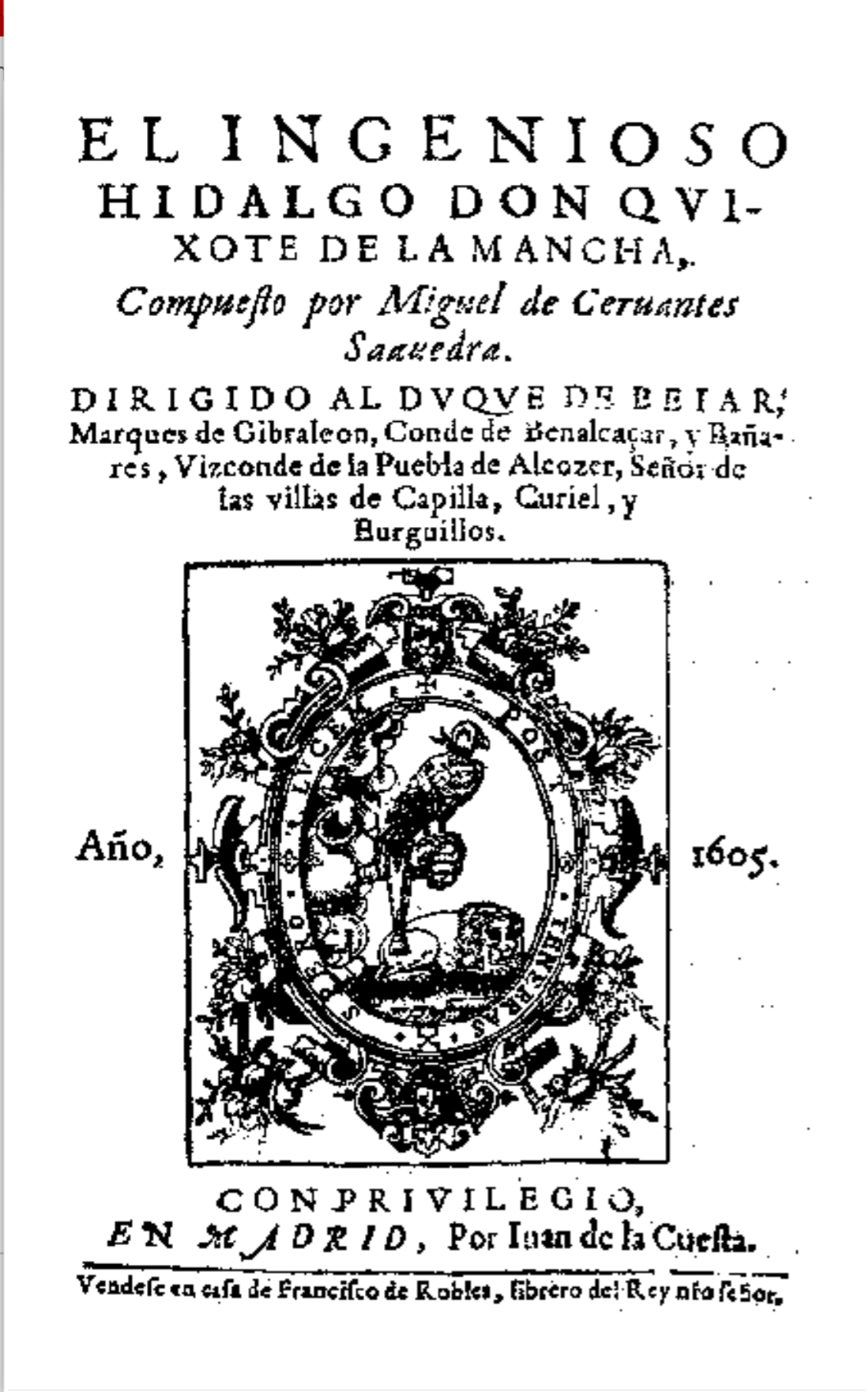
Première édition de Don Quichotte.

En plus du surnom donné par Sancho Panza, « Chevalier de la Triste-Figure », Don Quijote lui-même se fera appeler Le Chevalier des Lions après l'aventure des lions : 

« Eh bien, reprit Don Quichotte, si par hasard sa majesté demande qui l’a fait, vous lui direz que c’est le chevalier des lions ; car désormais je veux qu’en ce nom se change, se troque et se transforme celui que j’avais jusqu’à présent porté, de Chevalier de la Triste-Fïgure. En cela, je ne fais que suivre l’antique usage des chevaliers errants, qui changeaient de nom quand il leur en prenait fantaisie, ou quand ils y trouvaient leur compte. »

 Il reprend ainsi la manie d'Amadis de Gaule, que Don Quichotte prend pour modèle, qui changeait souvent d'appellation : il s'était lui aussi fait appeler « chevalier des Lions » avant de s'appeler « chevalier Rouge », « chevalier de l’Île-Ferme », « chevalier de la Verte-Épée », « chevalier du Nain » ou encore « chevalier Grec ».
Il est aussi appelé Alonso Quichano le Bon, ainsi que le fait attester le curé Pero Perez à la fin du roman : « Le voyant expiré, le curé pria le notaire de dresser une attestation constatant qu’Alonzo Quijano-le-Bon, appelé communément Don Quichotte de la Manche, était passé de cette vie en l’autre. »

## Personnalité

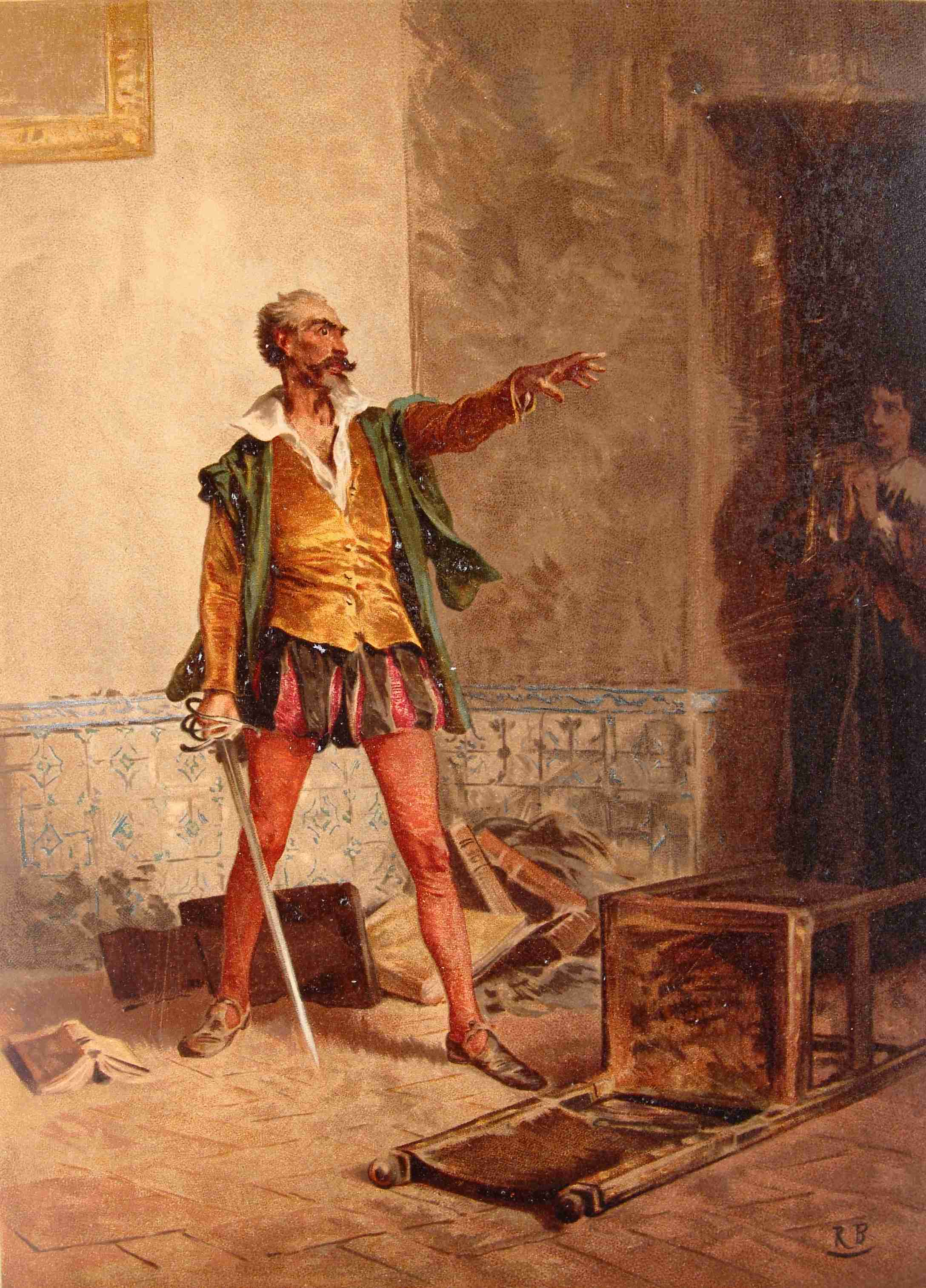
Accès de folie du héros de Don Quichotte qui poussera ses proches à brûler ses livres dans le sixième chapitre de la première partie.

Don Quichotte a été l'objet de diverses interprétations depuis sa création. Ce personnage est très intéressant de par cette capacité à susciter différentes visions, lorsqu'il se décrit lui-même.
Son profil psychologique, au-delà de celui d'un fou, est celui d'un visionnaire qui, malgré ses hallucinations, a des moments de lucidité où il exprime des idées très sensées. Au fond, sa folie relative n'est pas beaucoup plus grande que celle des autres personnages qui passent pour « normaux ». Il possède une grande imagination, grâce à laquelle il modifie la réalité à l'envi afin de réaliser son rêve d'être un grand chevalier.
Les personnages de l'œuvre portent en eux l'union des contraires, ce qui les fait vaciller quand ils fluctuent de l'une à l'autre de leurs personnalités. Cette opposition provoque une tension dramatique dans leurs consciences. Ce trait de caractère se manifeste plus particulièrement chez le héros, qui est fou — en ceci qu'il n'arrive pas à faire la part de la réalité et de la fiction chevaleresque — mais également très raisonnable, quand il ne s'agit pas de chevalerie. Par ailleurs, cette même folie le mène à développer une grandeur idéaliste : il est à la fois sot et sage.

## Version de référence
- Miguel de Cervantes (trad. Louis Viardot), Don Quichotte, t. 1, Paris, J.-J. Dubochet, 1836 (lire sur Wikisource)